# Feigentalhimmel
Der Feigentalhimmel ist ein 1984 m ü. A. hoher Gipfel im Toten Gebirge an der Grenze der Steiermark zu Oberösterreich.

## Lage
Gegen Nordosten bricht der aus Dachsteinkalk der Trias aufgebaute Berg steil zum Almsee hin ab. Im Südwesten überragt er den Henarwald und die mit Latschen bewachsene Hochfläche des Toten Gebirges zum Albert-Appel-Haus hin. Etwa 2,6 km südwestlich befindet sich der Wildensee.

## Zustiege
Der Feigentalhimmel ist von der Wildenseealm über einen mit Steinmännchen markierten Steig in 2 Stunden zu erreichen.
Im Winter kann der Berg mit Schneeschuhen oder Schiern bestiegen werden.
Am Gipfel des Feigentalhimmel befindet sich ein hölzernes Gipfelkreuz und liegt ein Gipfelbuch auf.